# Juicy
«Juicy» es el sencillo debut en solitario del rapero estadounidense The Notorious B.I.G.. Proviene de su álbum debut Ready to Die. Fue producida por los productores de Bad Boy Records Poke y Sean "Puffy" Combs. La melodía es un sample de la canción «Juicy Fruit» de Mtume, y el coro es del grupo de R&B Total. Por muchos, la canción es considerada como una de las mejores canciones de hip-hop en la historia.

## Lista de canciones
| Lista (1994)                         | Mejor posición |
| ------------------------------------ | -------------- |
| U.S. Billboard Hot 100               | 27             |
| U.S. Billboard Hot R&B/Hip-Hop Songs | 14             |
| U.S. Billboard Hot Rap Tracks        | 3              |